# 1892 en photographie
| Années de la photographie : 1889 - 1890 - 1891 - 1892 - 1893 - 1894 - 1895    |
| Décennies de la photographie : 1860 - 1870 - 1880 - 1890 - 1900 - 1910 - 1920 |

Cet article présente les faits marquants de l'année 1892 en photographie.

## Événements
- L'entreprise Lumière devient la première industrie européenne de plaques photographiques, la seconde au niveau mondial, derrière la société américaine Kodak[1].
- mars : Gaston-Henri Niewenglowski fonde à Paris la revue mensuelle La Photographie ; elle paraît jusqu'en 1914[2].
- mai : les photographes britanniques Henry Peach Robinson, George Davison et Henry Van der Weyd (en) créent à Londres le groupe The Linked Ring (en) pour défendre la photographie comme étant autant un art qu'une science ; ils protestent notamment contre la coutume dans les expositions de photographie de faire cohabiter dans un seul espace les œuvres et les appareils, le régime de la production et celui de la contemplation[3],[4].
- Création de l'Union Nationale des Sociétés Photographiques de France, à Paris, présidée par Jules Janssen[5].
- Création de la Société havraise de photographie au Havre[6].

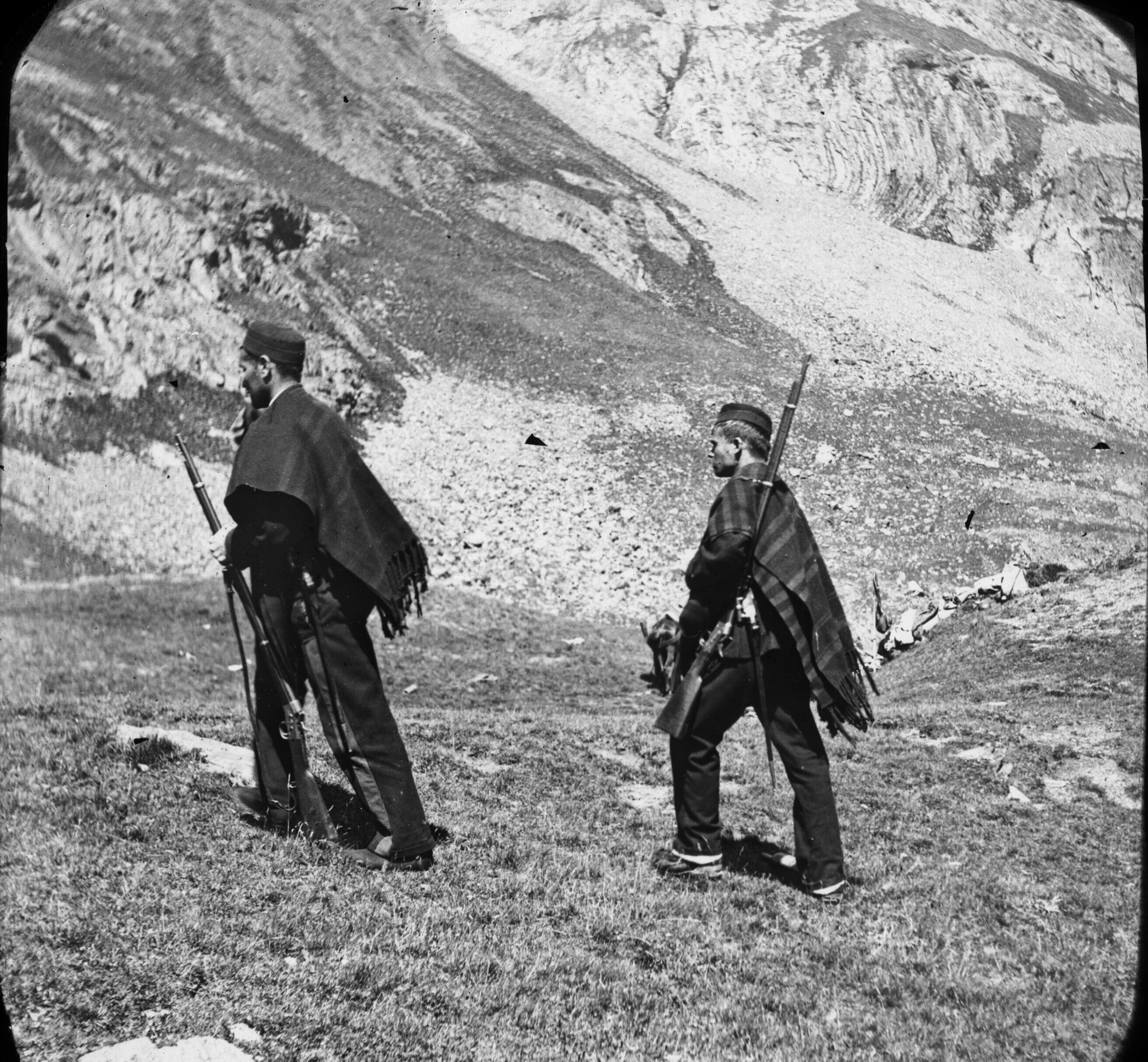
Eugène Trutat, Carabiniers au port de Vénasque, 12 août 1892.

## Photographies notables
- Adolphe Giraudon, qui a fondé la Bibliothèque photographique Giraudon en 1877, réalise 1 061 prises de vue des sculptures du Musée de Sculpture comparée à Paris et reçoit une médaille d'argent à l'exposition internationale de photographie.

## Livres illustrés de photographies
- Le roman Bruges-la-Morte de Georges Rodenbach, publié chez Marpon & Flammarion à Paris, est illustré de 35 similigravures d'après les clichés du photographe belge Neurdein représentant divers aspects de la ville ; c'est une des premières apparitions de photographies dans un texte littéraire[7],[8],[9].

## Études, essais, articles
- Étienne-Jules Marey, La photographie du mouvement : les méthodes chronophotographiques sur plaques fixes et pellicules mobiles, Paris, Georges Carré, 97 p. (Lire en ligne sur Gallica).

## Expositions
- Exposition de la Société belge de photographie à Liège[10].
- Exposition internationale de photographie, organisée par le Photo-club de Paris sur le Champ de Mars et au palais des Beaux-Arts, Paris[11].

## Naissances

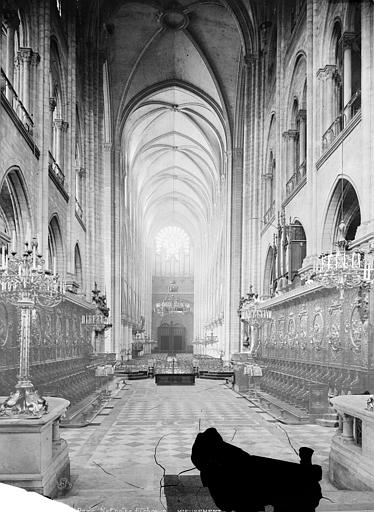
Séraphin-Médéric Mieusement, Nef de la cathédrale Notre-Dame de Paris.

- 16 janvier : Rosō Fukuhara, photographe japonais, mort le 29 septembre 1946.
- 15 février : Nickolas Muray, escrimeur et photographe américain, mort le 2 novembre 1965.
- 30 mars : Johannes Pääsuke, photographe et cinéaste estonien, mort le 8 janvier 1918.
- 1er avril : Daniel Masclet, photographe français, mort le 15 septembre 1969.
- 16 mai : Josep Masana, photographe espagnol, mort le 4 janvier 1979.
- 4 juin : André Vigneau, photographe, éditeur et cinéaste français, mort le 5 juillet 1968.
- 2 juillet : 
  - Maurice Day, photographe américain, mort le 17 mai 1983.
  - Přemysl Koblic, photographe tchécoslovaque, mort le 19 novembre 1955.
- 19 juillet : Suzanne Malherbe, connue sous le nom de Marcel Moore, artiste et photographe française, morte le 19 février 1972.
- 24 juillet : Karl Lärka, photographe et photojournaliste suédois, mort le 2 juin 1981.
- 21 décembre : Gabriel Casas, photographe espagnol, mort le 14 novembre 1973.
- Date précise inconnue :
  - Meïssa Gaye, photographe sénégalais, mort en 1982.
  - Alexander Stewart, connu sous le nom de Sasha, photographe britannique, mort e, 1953.
  - Joaquín Ruiz Vernacci, photographe espagnol, mort en 1975.

## Décès
- 3 janvier : Louis de Lucy-Fossarieu, photographe, inventeur et pionnier de l'aviation français, né le 17 décembre 1819.
- 1er avril : Fílippos Margarítis, photographe grec, né en 1810.
- 3 juillet : Jean-Baptiste Dulac, architecte et photographe français, né le 3 juin 1822.
- 28 août : Félix Teynard, photographe français, né le 14 janvier 1817.
- 7 décembre : Joseph-Philibert Girault de Prangey, photographe, dessinateur et éditeur d'art français, né le 20 octobre 1804.
- Après 1892 : Hélios, photographe hongrois, né en 1832.

## Célébrations
Centenaire de naissance
- John Herschel
- Marcellin Jobard
- John Locke (en)